# Jabla (distrikt)
Jabla (arabiska: منطقة جبلة) är ett distrikt i Syrien.   Det ligger i provinsen Latakia, i den västra delen av landet, 200 kilometer norr om huvudstaden Damaskus. Huvudort är staden Jabla.